# Thol-lès-Millières
Thol-lès-Millières is een gemeente in het Franse departement Haute-Marne (regio Grand Est) en telt 39 inwoners (2009). De plaats maakt deel uit van het arrondissement Chaumont.

## Geografie
De oppervlakte van Thol-lès-Millières bedraagt 7,0 km², de bevolkingsdichtheid is dus 5,6 inwoners per km².
De onderstaande kaart toont de ligging van Thol-lès-Millières met de belangrijkste infrastructuur en aangrenzende gemeenten.

## Demografie
Onderstaande figuur toont het verloop van het inwonertal (bron: INSEE-tellingen).